# Château de Cuise
Le château de Cuise est situé sur la commune de Cuise-la-Motte, dans la région naturelle du Soissonnais et l'ancien Duché de Valois, dans le département de l'Oise.

## Historique
Le monument fait l’objet d’une inscription au titre des monuments historiques depuis le 10 décembre 1986.

## Description

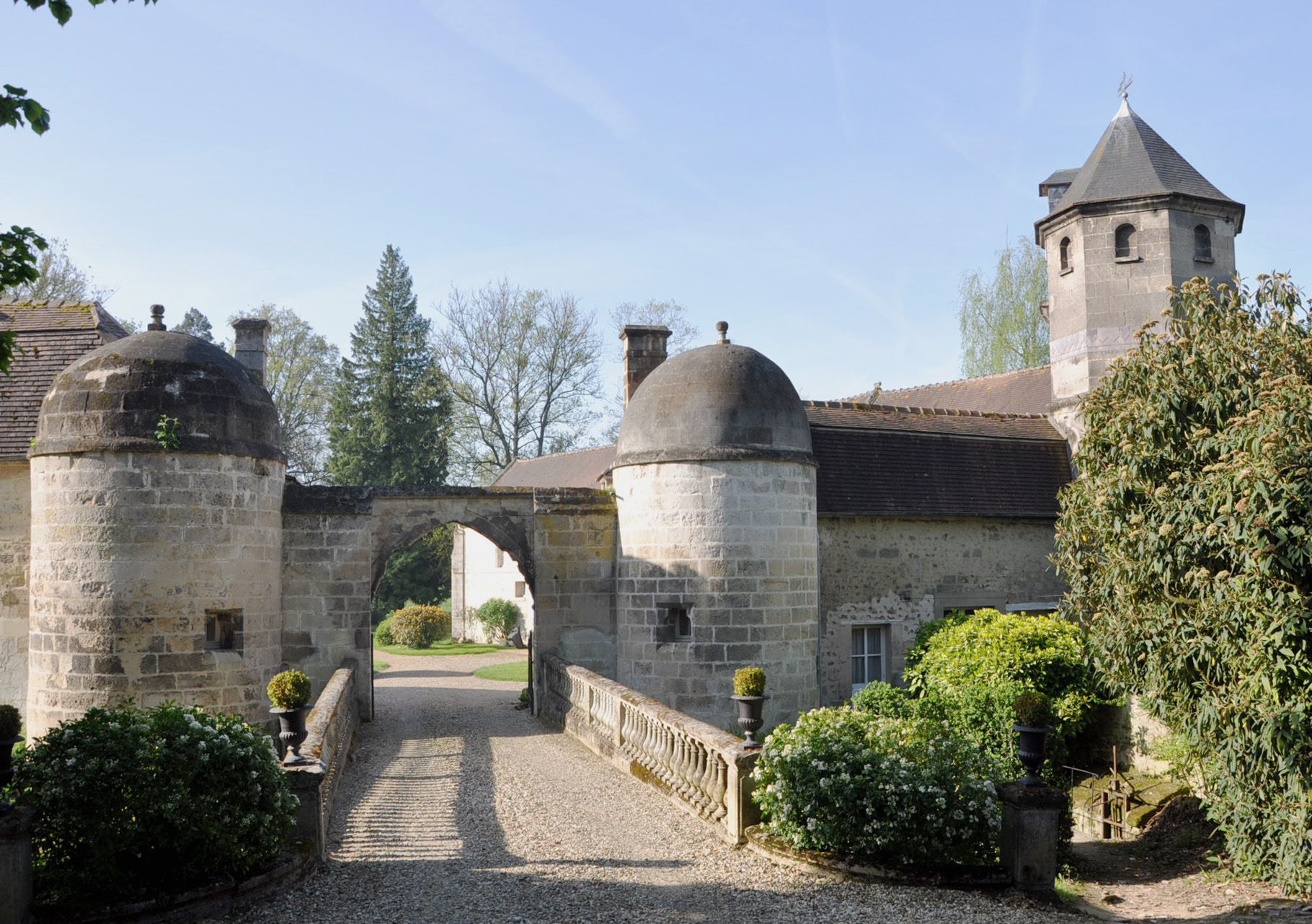
Entrée du Château de Cuise

Château dont les premières pierres furent posées au XIVe siècle. Doté d'une magnifique poterne d'entrée encadrée de tours massives, le château est flanqué de deux grosses tours carrées avec des hautes coiffes à quatre faces de tuiles

### Éléments protégés
Château ainsi que l'ensemble des communs, le pont et les douves (cad. AI 84, 85).

### Périodes de construction

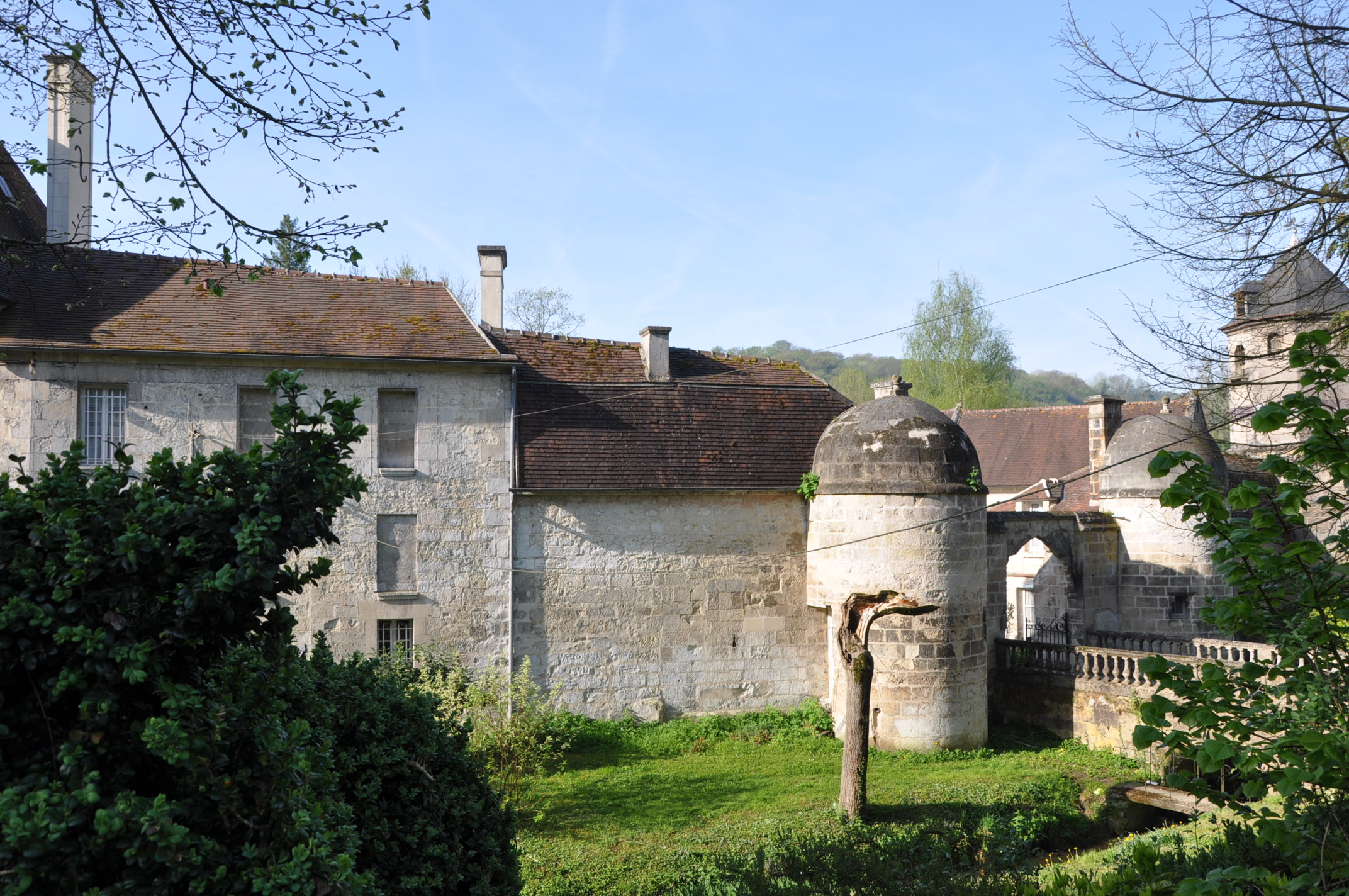
Château de Cuise

XIVe siècle ; XVe siècle ; XVIe siècle ; XVIIe siècle.